# Palacio Saluzzo di Paesana
El palacio Saluzzo di Paesana es un palacio del siglo XVIII de Turín.

## Historia
Fue concebido casi como un segundo palacio en competencia con el Palacio Real de Turín de los Saboya. Fue diseñado por Gian Giacomo Plantery a principios del siglo XVIII a instancias de Baldassarre Saluzzo di Paesana, caballero de la Santísima Anunciada, conde de Paesana, Oncino, Ostana y Castellar, y ocupa una manzana entera entre via Garibaldi, via della Consolata, vía Bligny y vía del Carmine.

## Descripción

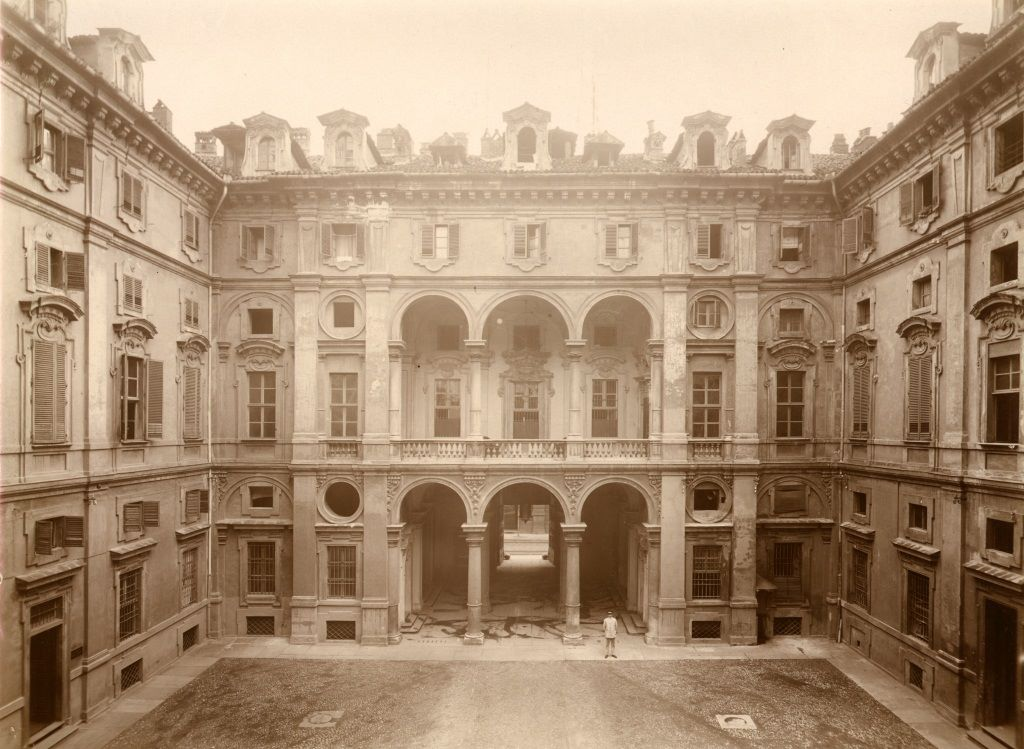

Dotado en la entrada de un atrio con columnas dóricas y corintias, incluye un gran e imponente patio interior con dos escaleras, una a la derecha, con dos logias al este y oeste de la planta principal, y otra al fondo. Las dependencias de servicio y los establos, ubicados en un patio de servicio, se encontraban en el ala occidental del edificio, mientras que los apartamentos de honor se encontraban en el ala oriental.